# Toughsheet Community Stadium
Toughsheet Community Stadium (dawniej Macron Stadium, Reebok Stadium) – stadion piłkarski w Horwich, niedaleko Boltonu, na którym swoje spotkania rozgrywa drużyna Bolton Wanderers.
Stadion wchodzi w skład kompleksu sportowego, w którym znajduje się również hotel. Jest on usytuowany bardzo blisko węzła autostrady M61, który zapewnia dobrą komunikację z resztą miasta.
Reebok Stadium został otwarty 1 sierpnia 1997 roku przy współpracy: Bolton Wanderers FC, Lobb Sports Architects, Deakin Callard Desing Consultants, Watson Steel oraz Birse Construction.
Jest to jeden z najlepszych ośrodków sportowych i rekreacyjnych  na terenie Wielkiej Brytanii. Nad krzesełkami rozwinięty jest dach na wysokości 27 metrów. W skład wyposażenia stadionu wchodzą: telebim, na którym pokazywane są najciekawsze sytuacje w meczu oraz powtórki, podgrzewana murawa oraz wielofunkcyjne pokoje i pomieszczenia zarządu klubu. Charakterystyczną specyfiką stadionu są oddzielne tunele, którymi wchodzą obie drużyny na boisko, dodatkowo każda z innej strony boiska.  
Stadion ma pojemność 28 723 widzów. Fani przyjezdni mają do wykorzystania około 5000 miejsc. Miejsca dla kibiców drużyny przeciwnej znajdują się na wyższym piętrze trybuny południowej za jedną z bramek (3000 miejsc) oraz na niższym piętrze tej samej trybuny (2000 miejsc). Na trybunie północnej znajduje się sektor rodzinny.
Od 1 lipca 2023 nosi nazwę obecnego sponsora: Toughsheet Community Stadium.

## Bibliografia

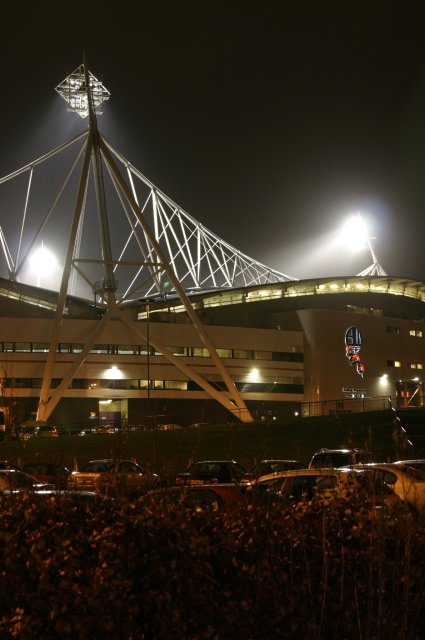
Reebok Stadium w nocy